# Морское наследие
Морское наследие — один из главных факторов развития морской деятельности государства, формирования целей и перспектив морской деятельности, обладающий мощным образовательным и воспитательным потенциалом. Изучение и использование морского наследия страны является важной предпосылкой социальной ориентации молодёжи на морские профессии и навыки.
Морское наследие может рассматриваться как часть индустриального наследия.
Морское наследие — это визитная карточка морской деятельности государства на международном уровне. Забота о морском наследии — важнейший элемент имиджа государства как морской державы и показатель отношения государства к своей геополитической роли в мировом сообществе. Объекты морского наследия, в которых воплощена история отечественных морских исследований, являются наглядными индикаторами приоритета государства в освоении Мирового океана. Объекты морского наследия в международном масштабе — это элементы и символы присутствия на акваториях морей и прибрежных территориях и свидетельства успешной морской политики государства.

## Термин «морское наследие»
Термин «морское наследие» является производным от термина «Всемирное наследие», который имеет широкое распространение в международной практике и применяется в зарубежном и российском законодательствах. Основываясь на данном подходе, предлагается следующее определение термина «морское наследие»:
- культурное наследие (движимые и недвижимые материальные объекты):
  - морские памятники и мемориальные комплексы (морские храмы, святилища, мемориальные памятники, бюсты, стелы, захоронения и т. д.);
  - исторические, традиционные суда и их реплики; корабли-музеи;
  - исторические прибрежные фортификационные сооружения, порты, исторические маяки и гидротехнические сооружения;
  - достопримечательные места (исторические поселения и города, исторические водные пути, места сражений, дислокации войск и ставок, ведения переговоров, связанные с морской историей и морской славой, места, связанные с историей освоения новых территорий и с жизнью выдающихся мореплавателей и первопроходцев);
  - места кораблекрушений и объекты подводной археологии, элементы морского культурного ландшафта, связанного с традиционным природопользованием, морские исследовательские станции с районами их исследований,
  - морские коллекции, архивные и библиотечные собрания.
- культурное наследие (нематериальное наследие): морские традиции судостроения, мореплавания и природопользования, историческая память, фольклор, традиционные знания и др.;
- природное наследие (морские и приморские уникальные природные объекты): исторически значимые и/или особо охраняемые территории (акватории), острова и прибрежные территории, охраняемые виды животных и растений.

Основываясь на синтетическом подходе, возможны следующие варианты определения термина «морское наследие»:
- Морское наследие — это исторический опыт освоения человеком водных пространств.
- Морское наследие РФ — это объекты культурного наследия, связанные с историей морской деятельности, морские традиции народов РФ, и объекты природного наследия, относящиеся к морским и прибрежным территориям РФ.
- Морское наследие — объекты культурного наследия в историко-культурной и природной среде, связанные с историей морской деятельности, морские традиции; объекты природного наследия, относящиеся к морским и прибрежным территориям. К категории морского наследия примыкают объекты культурного и природного наследия, связанные с реками и озёрами.

## Морское наследие в российском законодательстве
Термин «морское наследие» зафиксирован в «Стратегии развития морской деятельности Российской Федерации до 2030 года», утверждённой распоряжением Правительства Российской Федерации от 8 декабря 2010 г. № 2205-р. В разделе I «Общие положения» отмечено, что «для реализации Стратегии необходимо сконцентрировать внимание, организационные усилия и средства органов государственной власти, органов местного самоуправления, деловых кругов, научного сообщества и общественных организаций на главных проблемах развития морской деятельности. Поэтапное разрешение этих проблем должно способствовать повышению уровня национальной безопасности государства, позитивным изменениям социально-экономической ситуации в стране, сохранению российских морских традиций и морского наследия, а также возрастанию эффективности функционирования Вооруженных Сил Российской Федерации, системы государственной безопасности, транспортной системы, продовольственного, топливно-энергетического и сырьевого комплексов с учётом их влияния друг на друга и на морскую среду».

## Проблемы морского наследия на международном уровне
Проблемы морского наследия активно обсуждаются на международном уровне. Согласно Резолюции Парламентской Ассамблеи Совета Европы 1168 (1998) «Вызовы будущего в развитии морской науки и технологий в Европе», европейское морское наследие определено как "состоящее из исторических судов (включая затонувшие суда), недвижимого наследия (порты, прибрежные морские, речные и канальные сооружения) и «документального наследия» (книги, архивы, картины, музыка и другие объекты) (пункт 8). Новые научные открытия и технологии позволяют находить и возвращать археологические останки с морского дна (пункт 9). Парламентская Ассамблея обратила внимание на необходимость использования специальных знаний в области науки и технологий при формировании европейской морской политики, которая предполагает и охрану морского наследия (подпункт (ii) пункта 14).
В октябре 2000 г. на Парламентской Ассамблее Совета Европы (ПАСЕ) был озвучен обширный доклад под названием «Морское и речное культурное наследие», в котором рассматривались возможные угрозы и риски для наследия, связанные с развитием морской деятельности. В данном докладе предпринята попытка дать определение термина «морское и речное наследие». Автор документа пишет, что «отчет называется „Морское и речное культурное наследие“. В этом названии подчеркиваются два аспекта проблемы. С одной стороны, в нём есть особое упоминание о внутренних территориях (речное наследие). С другой стороны, что ещё более важно, название „морское и речное культурное наследие“ не ограничивается объектами, затонувшими в реках и морях. Морское и речное наследие не сводится лишь к тому, что было утрачено и может быть заново выявлено. Название распространяется на культурные объекты, которые никогда не были затоплены или утрачены тем или иным путём, но могут быть утрачены, если не будут предприняты активные шаги по их сохранению. Такими объектами являются вышедшие из употребления сооружения доков и гаваней, прибрежные укрепления (например предустьевые форты), маяки, дамбы и молы, рыболовецкие ловушки и рыбацкие поселки, суда, срок службы которых уже закончился, но которые могут быть сохранены в первозданном виде или даже в рабочем состоянии для частного или общественного использования в коммерческих, развлекательных или образовательных целях. Морское и речное наследие включает и связанные с кораблями традиции, от чисто технических, например приемов судостроения, до таких как декор кораблей и снаряжения, морские приметы, фольклор, матросские песни и т. п.» .
По результатам обсуждения был принят документ-рекомендация № 1486 (2000) «Maritime and fluvial cultural heritage», в котором странам участницам ПАСЕ (включая Россию) предлагается обратить внимание на сохранение морского наследия.
Один из разделов обсуждаемой Евросоюзом объединённой морской политики посвящён формированию имиджа объединённой Европы на основе актуализации её морского наследия. Политика констатирует, что именно море и морское наследие является одним из начал, которое объединяет все народы Европы и является основой их идентичности. Пункт 4.5. политики звучит «Raising the Visibility of Maritime Europe», что можно перевести как «привлечение внимания к морской деятельности Европы». В данном разделе говорится о том, что «интегрированная морская политика должна содействовать повышению имиджа морской деятельности и морских профессий. Политика должна содействовать развитию европейского морского наследия, поддерживать морские сообщества, включая портовые города и традиционные рыболовецкие коммуны, также объекты, связанные с их деятельностью, и традиционные знания и навыки, развивать связи между сообществами, что будет способствовать распространению знаний о них и сделает эти сообщества более заметными».
Начиная с 2009 года в рамках объединённой морской политики учреждено ежегодное празднование Дня Морской Европы. К этому дню приурочено проведение крупного морского форума, на котором политики самого высокого уровня говорят о проблемах морской Европы. В 2010 г. такой форум состоялся в г. Гийон, Испания, (European Maritime Day Stakeholder Conference, 18 — 21 may, 2010). На этом форуме активно обсуждались вопросы, связанные с изучением и сохранением морского наследия. В частности, обсуждались вопросы выстраивания интегрированных систем управления прибрежными территориями, включающие элементы морского культурного и природного наследия.
2 января 2009 года вступила в силу Конвенция ЮНЕСКО об охране подводного культурного наследия, принятая Генеральной конференцией ЮНЕСКО в октябре 2001 года, которая предусматривает укрепление мер по охране затонувших кораблей, памятников истории и произведений искусства. Россия пока не присоединилась к данной конвенции и не начала никаких переговоров с представительством конвенции.
Во многих странах приняты специальные законы по охране морского наследия. Так, в США имеется федеральный закон об охране морского наследия «National Maritime Heritage Act», закон об охране исторических маяков. Подобные законы, охраняющие национальное морское наследие, имеют большинство ведущих морских держав мира.
В ряде морских стран приняты специальные законы по охране маяков как объектов историко-культурного наследия. В России большинство исторических маяков, построенных в XIX — начале XX вв., находятся в крайне плачевном состоянии, не сохраняются и не осмыслены как объекты наследия.
В разных странах мира принято большое число законодательных актов относительно подводного наследия. В Приложении 1 приведен краткий перечень законодательных актов, касающихся морского наследия международного и национального уровней.

## Зачем нужно выявлять, изучать и сохранять объекты морского наследия?
Изучение, сохранение и использование морского наследия — целый блок морской деятельности России. При этом морское наследие можно рассматривать и как ресурс для развития морской деятельности:
- Морское наследие как фактор актуализации морского сознания нации (воспитательно-образовательный ресурс);
- Морское наследие как геополитический ресурс;
- Морское наследие как экономический ресурс;

Рассмотрим данные свойства морского наследия более подробно.

## Морское наследие как фактор актуализации морского сознания нации
Морское наследие являются важнейшим элементом системы патриотического воспитания, популяризации морской истории, и выполняют важнейшую функцию консолидации морского сознания нации.
Очевидно, что для достижения важных прорывных результатов морской деятельности необходима не просто мобилизация, а скорее формирование морского сознания нации, которое на данный момент фактически отсутствует.
В Европе морское наследие объявлено одним из факторов, которое объединяет народы, её населяющие. В США военным ведомством ведется огромная работа по сохранению и популяризации военно-морского наследия. Сохранением военно-морского наследия занимается командование по военно-морской истории и наследию (Naval History And Heritage Command), который является подразделением Министерства ВМС США (Department of the Navy) и включает 12 военно-морских музеев, картинные галереи, библиотеки и архивы, центр подводной археологии . В этой связи вызывает обеспокоенность политика Минобороны РФ в отношении культурного наследия (морские музеи, творческие коллективы и др.), которое оказалось в числе непрофильных активов министерства. Исключение идеологической основы из военной деятельности, искусственное создание идеологического вакуума может привести к крайне отрицательным последствиям. Очевидно, что никакое гражданское ведомство не сможет сформулировать и поддерживать идею, которая лежит в основе военной деятельности.

## Морское наследие как геополитический ресурс
Объекты морского наследия в международном масштабе (включая Арктику и Антарктику) — это элементы и символы присутствия на территориях и свидетельства активной морской деятельности государства в Мировом океане.
Берега морей РФ — это пограничная территория России, имеющая стратегическое значение для государства. Формирование и поддержание системы охраны прибрежных территорий — важнейшая функция государства.
Объекты культурного и природного наследия в прибрежной зоне способны стать существенным элементом системы охраны пограничной территории. На данном этапе объекты наследия не включены в систему охраны государственных границ и даже не осознаны как важнейшие потенциальные элементы такой системы.
Роль объектов наследия в усилении охраны границ:
- Объекты культурного наследия в пограничной зоне — это исторические свидетельства освоения территории;
- Деятельность государства по охране объектов наследия — это свидетельство активности государства в прибрежной/пограничной зоне;
- Охрана объектов наследия закреплена многочисленными международными конвенциями, что существенно повышает их охранный статус в лице мирового сообщества. Любые действия потенциального противника, которые могут привести к причинению вреда охраняемым объектам наследия, автоматически будут осуждены мировым сообществом;
- Деятельность по охране объектов культурного и природного наследия требует наличия штата сотрудников (прежде всего на месте), что способствует повышению освоенности пограничных территорий РФ и снижению уровня их прозрачности.

Таким образом, объекты культурного и природного наследия являются стратегическими объектами и должны быть включены в систему государственной охраны границ.
Ряд государств уже осознало важность объектов наследия в прибрежных зонах. Так, в США принят уже упоминавшийся закон об охране маяков как объектов исторического наследия, что автоматически повышает их значимость и статус как внутри государства, так и на международном уровне.

## Морское наследие как экономический ресурс
На современном этапе наследие уже играет заметную роль в мировой экономике, являясь важнейшим элементом туристических маршрутов. Объекты наследия выполняют роль центров, вокруг которых кристаллизуется морская инфраструктура (яхтенные марины, причалы, фирмы обслуживания) и туристическая инфраструктура (отели, магазины, рестораны и пр.). Во многих развитых странах морское наследие — это ключевой элемент морского фасада страны, показатель её благополучия и уровня развития.
Велика «мультипликативная» роль морского наследия в экономике через привлечение новых кадров в отрасль и актуализацию морского сознания.
Вполне вероятно, что и природные ресурсы будут рассматриваться обществом в своей экономической деятельности как наследие. Этому уже есть предпосылки, в частности, закрепленная в Конвенции ООН по морскому праву международно-правовая концепция «Общего наследия человечества», которая была выдвинута послом Мальты А. Пардо на сессии Генеральной Ассамблеи ООН в 1967 г в качестве основы международно-правового регулирования деятельности государств по освоению дна Мирового океана и его ресурсов. Статус «общего наследия человечества» официально присвоен был Международному району морского дна Генеральной Ассамблеей ООН в 1970 г. в Декларации принципов, определяющих дно морей и океанов и его недра за пределами действия национальной юрисдикции. Затем этот термин был с некоторыми нюансами применен и в Соглашении 1979 г. о деятельности государств на Луне и других небесных телах. Вполне вероятно, что государства в перспективе будут переходить к понятию «национального наследия» для размежевания с «общим наследием человечества», включая в это понятие отнюдь не только объекты культурного наследия.

## Межведомственная комиссия по морскому наследию Морской Коллегии при Правительстве Российской Федерации
Решение о создании Межведомственной комиссии по морскому наследию было принято на состоявшемся 24 декабря 2010 г. заседании Морской коллегии. Работу межведомственной комиссии по морскому наследию возглавил Председатель Комиссии Совета Федерации по национальной морской политике Вячеслав Алексеевич Попов.
Важно отметить, что решение проблем сохранения и использования объектов морского наследия возможно только во взаимодействии нескольких министерств и ведомств, поскольку собственниками многих объектов являются Минобороны РФ, Минтранс РФ, Погранслужба и т. д.
Создание Межведомственной комиссии по морскому наследию позволит решить наиболее острые проблемы в сфере изучения, сохранения, использования и информационного обеспечения морского наследия. В частности: формирование нормативно-правовой базы по морскому наследию, подготовка реестра и атласа морского наследия (включая объекты, расположенные за рубежом), создание научно-образовательных центров, занимающихся проблемами морского наследия.

## Ассоциация «Морское наследие: исследуем и сохраним»
Ассоциация создана 1 марта 2009 года в Санкт-Петербурге на борту легендарного ледокола «Красин» и объединяет физические и юридические лица, занятые в сфере изучения, сохранения и популяризации морского наследия. В состав Ассоциации вошли представители большинства основных морских организаций в сфере сохранения, изучения и актуализации морского наследия. Председателем Ассоциации единогласно избрана генеральный директор Музея Мирового океана, Заслуженный работник культуры России, почетный гражданин Калининграда Светлана Геннадиевна Сивкова.
Цели Ассоциации:
- обеспечение сохранения, изучения и широкой пропаганды морского наследия России, как части мирового морского наследия, для воспитания и образования молодого поколения нашей страны;
- формирование единого институционального поля для членов Ассоциации и всех других организаций и граждан, заинтересованных в сохранении, изучении и популяризации морского наследия России.

## Основные международные документы по морскому наследию
Конвенции ЮНЕСКО
- Конвенция об охране всемирного культурного и природного наследия. (вступила в силу в 1975 г.). СССР ратифицировал Конвенцию 9 марта 1988 года.
- Конвенция об охране подводного культурного наследия. (Принята в г. Париже 02.11.2001 на 31-й сессии Генеральной конференции ЮНЕСКО)

Документы Парламентской Ассамблеи Европы
- Recommendation 848 (1978) on the underwater cultural heritage
- Maritime and fluvial cultural heritage Motion for a recommendation presented by Mr O’Hara and others. Doc. 8055. 2 April 1998.
- Maritime and fluvial cultural heritage. Recommendation 1486 (2000)
- Maritime and fluvial cultural Heritage. Recommendation 1486 (2000). Reply from the Committee of Ministers. Adopted at the 761st meeting of the Ministers’ Deputies (18 July 2001). Doc. 9182. 27 July 2001.

Законодательство США
- National Maritime Heritage Act of 1994. Public Law 103—451
- National Historic Lighthouse Preservation Act 2000
- National Marine Sanctuaries Amendments Act of 2000

Законодательство Австралии
- Historic Shipwrecks Act 1976. Act No. 190 of 1976 as amended

Законодательство Канады
- National Marine Conservation Areas Act, S.C. 2002
- Heritage Lighthouse Protection Act 2008.

Законодательство Великобритании
- Protection of Wrecks Act 1973
- UK Marine Conservation (Marine Parks) Regulations (2007 Revision)